# Pettendorf (Gemeinde Gaflenz)

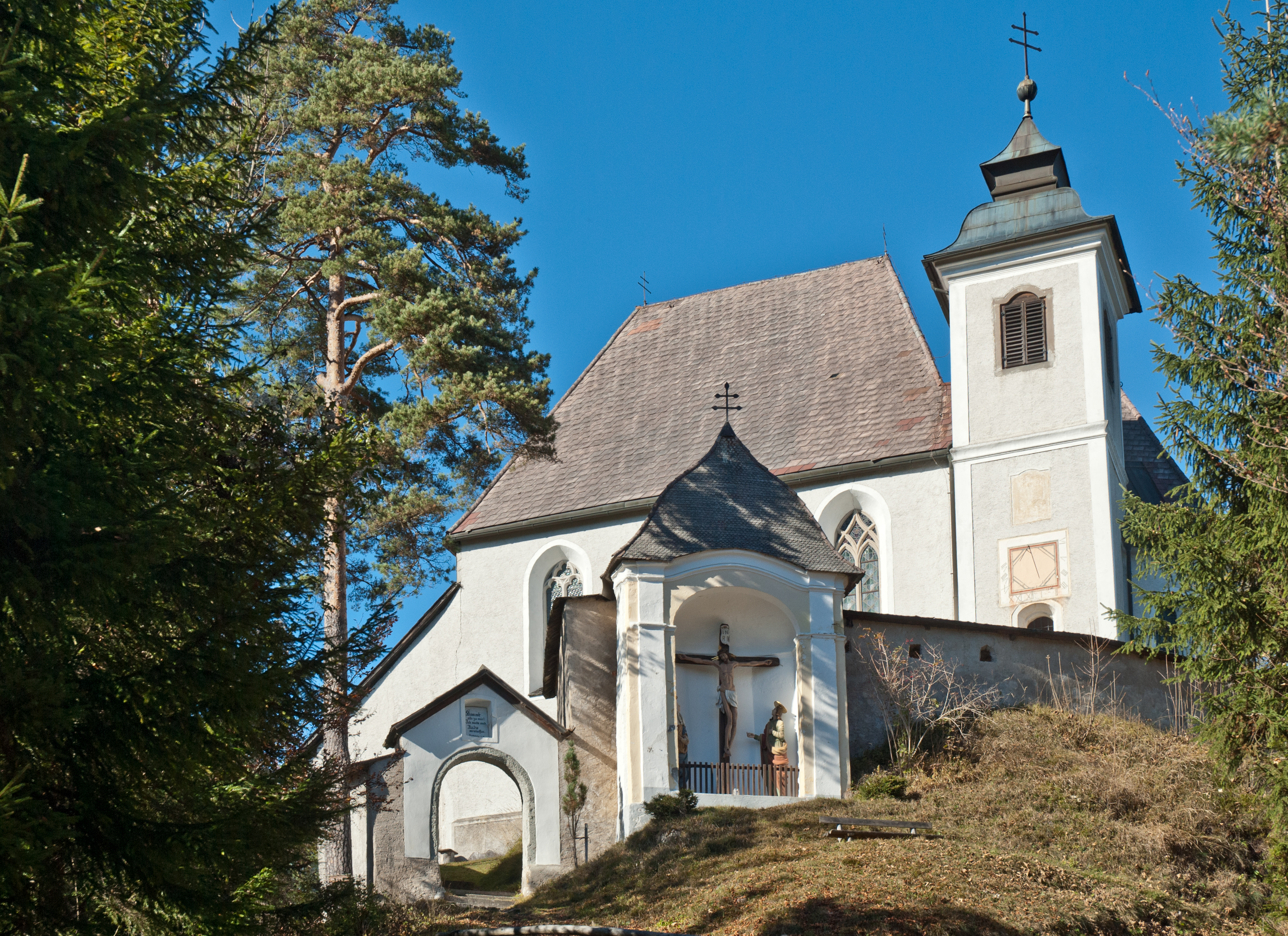
Wallfahrtskirche St. Sebald am Heiligenstein

Pettendorf ist eine Katastralgemeinde der Marktgemeinde Gaflenz im Bezirk Steyr-Land in Oberösterreich.
Die Katastralgemeinde bildet das südliche Gemeindegebiet von Gaflenz. Sie besteht aus den Ortsteilen Pettendorf und Breitenau und weist eine Fläche von knapp 1260 Hektar auf.
Nach Angaben der Volkszählung vom 1. Mai 2001 waren in Pettendorf 288 Personen und in Breitenau 62 Personen wohnhaft.
Wahrzeichen der Gemeinde ist die im Ortsteil Breitenau situierte Wallfahrtskirche St. Sebald am Heiligenstein. Sie befindet sich am Gipfel des steil abfallenden Heiligensteins (782 m ü. A.) und steht unter Denkmalschutz (Listeneintrag). Als einzige römisch-katholische Kirche Österreichs ist sie dem heiligen Sebaldus von Nürnberg geweiht.